# Bobby Rascoe
Robert Byron Rascoe, detto Bobby (Trigg County, 22 luglio 1940 – Bowling Green, 24 agosto 2024), è stato un cestista statunitense, professionista nella ABA.

## Carriera
Fu selezionato dai New York Knicks al terzo giro del Draft NBA 1962 (18ª scelta assoluta).